# Ligue des communistes de Serbie

Drapeau de la Ligue des communistes de Serbie

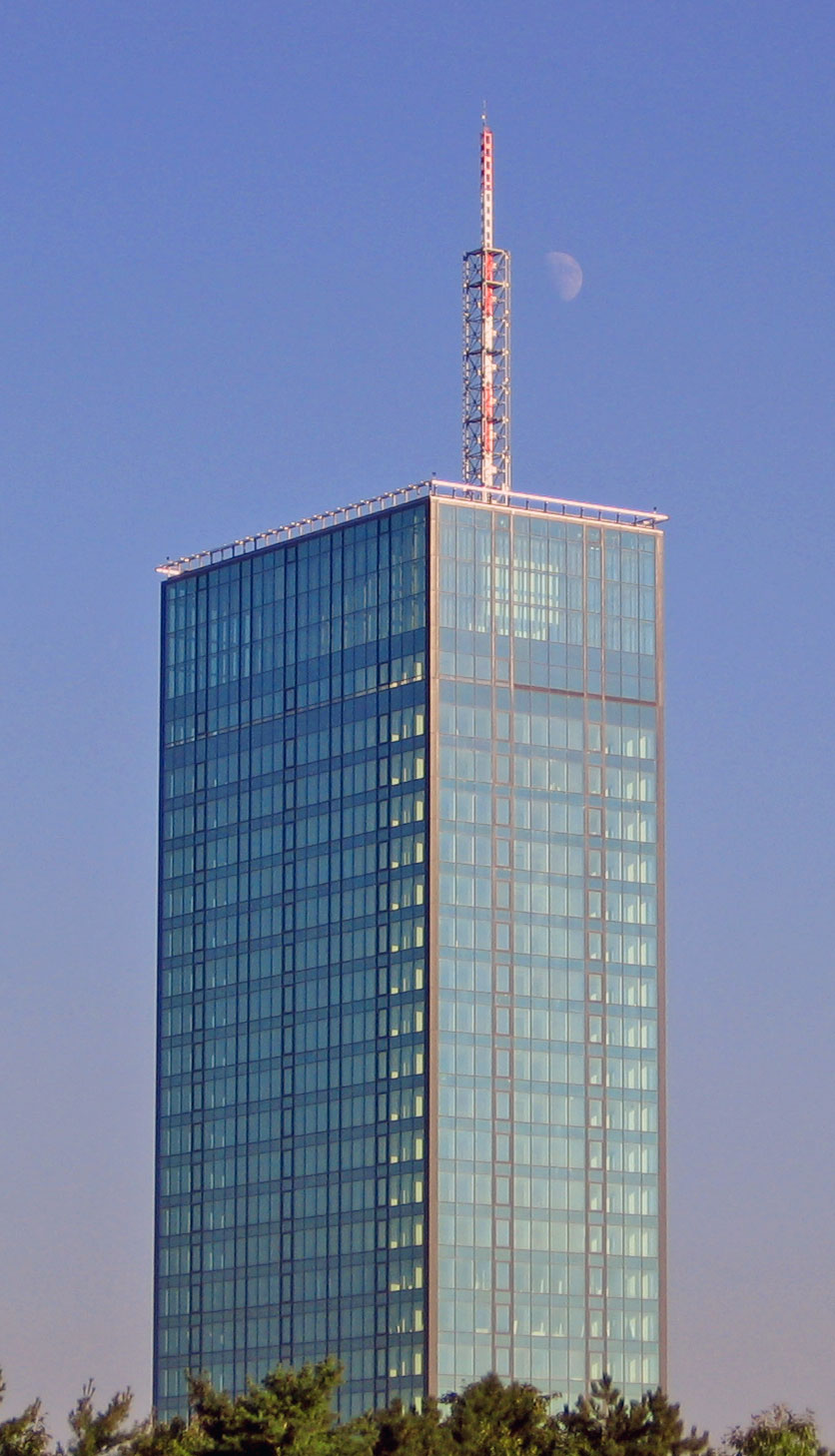
Tour Ušće, ancien siège de la Ligue des communistes de Serbie à Belgrade.

La Ligue des communistes de Serbie (serbo-croate : Savez komunista Srbije / Савез комуниста Србије, SKS), fondé en tant que Parti communiste de Serbie (serbo-croate : Komunistička partija Srbije / Комунистичка партија Србије, KPS) en 1945, était la branche serbe de la Ligue des communistes de Yougoslavie, le seul parti légal de la Yougoslavie de 1945 à 1990. Il a changé son nom de KPS en SKS en 1952. En vertu d'une nouvelle constitution ratifiée en 1974, un plus grand pouvoir a été dévolu aux différentes branches au niveau de la république. À la fin des années 1980, le parti a été repris par une faction approuvant Slobodan Milošević pour devenir le chef du parti. Milošević a apaisé les nationalistes serbes en promettant de réduire le niveau d'autonomie au sein des provinces autonomes du Kosovo et de la Voïvodine. Cette politique a accru les tensions ethniques. Au début des années 90, ces tensions ethniques croissantes entre les républiques de Yougoslavie ont conduit à l'éclatement du parti fédéral.
Le 27 juillet 1990, ce parti a fusionné avec plusieurs petits partis pour former le Parti socialiste de Serbie. 
Au cours de son existence, la Ligue des communistes du Kosovo et la Ligue des communistes de Voïvodine y ont été associées en tant que « parties intégrantes ».

## Chefs de parti
1. Blagoje Nešković (1941-1948)
2. Petar Stambolić (1948-mars 1957)
3. Jovan Veselinov (mars 1957-4 novembre 1966)
4. Dobrivoje Radosavljević (4 novembre 1966-février 1968)
5. Petar Stambolić (février 1968-novembre 1968)
6. Marko Nikezić (novembre 1968-26 octobre 1972)
7. Tihomir Vlaškalić (26 octobre 1972-mai 1982)
8. Dušan Čkrebić (mai 1982-17 mai 1984)
9. Radiša Gačić (17 mai 1984-1985)
10. Ivan Stambolić (1985-mai 1986)
11. Slobodan Milošević (mai 1986-24 mai 1989)
12. Bogdan Trifunović (24 mai 1989-16 juillet 1990)

## Congrès
- I. Congrès (fondateur) - 8-12 mai 1945
- II. Congrès - 17-21 janvier 1949
- III. Congrès - 26-29 avril 1954
- IV. Congrès - 4-6 juin 1959
- V. Congrès - 11-14 mai 1965
- VI. Congrès - 21-23 novembre 1968
- VII. Congrès - 23-25 avril 1974
- VIII. Congrès - 29–31 mai 1978
- IX. Congrès - 1982
- X. Congrès - mai 1986
- XI. Congrès - décembre 1989
- XII. Congrès (extraordinaire) - juillet 1990

## Voir également
- Histoire de la Serbie
- Ligue des communistes de Yougoslavie
  - Ligue des communistes de Bosnie-Herzégovine
  - Ligue des communistes de Croatie
  - Ligue des communistes de Macédoine
  - Ligue des communistes de Slovénie
- République fédérative socialiste de Yougoslavie